# Heli Jukkolaová
Heli Jukkolaová (* 26. listopadu 1979, Helsinky) je finská reprezentantka v orientačním běhu. Jejím největším úspěchem jsou tři zlaté medaile z Mistrovství světa v orientačním běhu z let 2006 a 2007. V současnosti běhá za finský klub Rastikarhut.

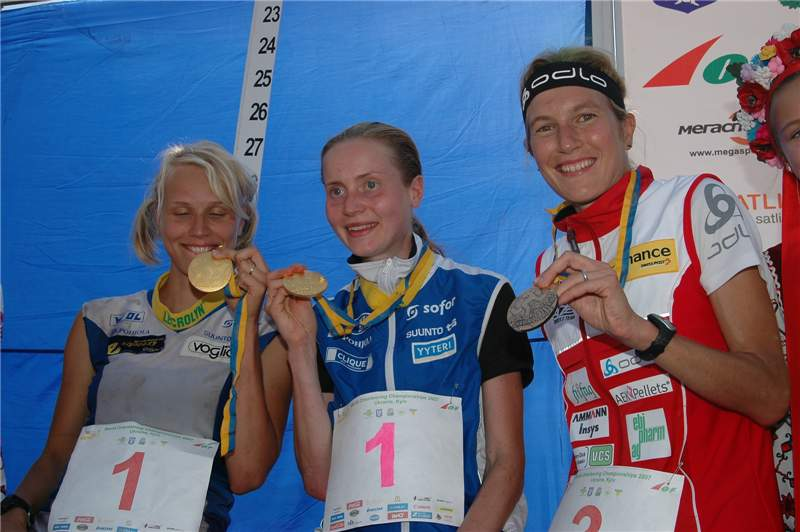
Vítězná trojice z MS 2007 v longu. (zleva Minna Kauppiová, Heli Jukkolaová a Simone Niggli-Luderová)